# Wilhelm Georg Berger
Wilhelm Georg Berger (født 4 december 1929 i Rupea - død 8 marts 1993 i Bukarest, Rumænien) var en rumænsk komponist, musikolog, violinist og dirigent af tysk afstamning.
Berger studerede komposition, direktion, musikhistorie, violin og bratsch på Musikkonservatoriet i Bukarest, og privat.
Han har skrevet 24 symfonier, orkesterværker, kammermusik, 21 strygerkvartetter, korværker,  instrumental musik etc
Berger var violinist i Georges Enescu Philharmonic Orchestra og Composers Union Quartet. Underviste herefter som musikolog.

## Udvalgte værker
- Symfoni nr. 1 "Lyrisk" (1960) - for orkester
- Symfoni nr. 2 "Episk" (1963) - for orkester
- Symfoni nr. 3 "Drama" (1964) - for orkester
- Symfoni nr. 4 "Tragisk" (1964) - for orkester
- Symfoni nr. 5 "Højtidelig musik" (1968) - for orkester
- Symfoni nr. 6 "Harmoni" (1969) - for orkester
- Symfoni nr. 7 "Energi" (1970) - for orkester
- Symfoni nr. 8 "Stjerne" (1971) - for blandet kor og orkester
- Symfoni nr. 9 "Fantasi" (1974)
- Symfoni nr. 10 (1974) for orgel og orkester
- Symfoni nr.11 "Sarmisegetuza"(1976) - for vokalkvartet og blandet kor
- Symfoni nr. 12 "På Steaua" (1978) - for orkester
- Symfoni nr. 13 "Højtidelig" (1980) - for orkester
- Symfoni nr. 14 "BACH" (1985) - for orkester
- Symfoni nr.15 "Metamorfoser" (1986) - for orkester
- Symfoni nr. 16 "Hvorfor" (1986) - for orkester
- Symfoni nr. 17 "Og hvis" (1986) - for orkester
- Symfoni nr. 18 (1986) - for orgel og orkester
- Symfoni nr. 19 "Året 1918" (1986) - for orkester
- Symfoni nr. 20 "Uendelige sange" (1986) - for orkester
- Symfoni nr. 21 "Mod og Glæde" (1986) - for orkester
- Symfoni nr. 22 "Monolog" (1989) - for orkester
- Symfoni nr. 23 "Dialog (1989) - for orkester
- Symfoni nr. 24 "Lignelse" (1989) - for orkester
- 21 Strygerkvartetter (1954-1988)
- Sonate (1979) - for orgel

- Om Wilhelm Georg Berger på www.musicweb-international.com